# Gran Premi del Brasil del 1978
Resultats del Gran Premi de Brasil de Fórmula 1 de la temporada 1978, disputat al circuit de Interlagos, el 29 de gener del 1978.

## Resultats
| Pos | No | Pilot              | Equip                | Voltes | Temps/ Retirada          | Pos. de sortida | Punts |
| --- | -- | ------------------ | -------------------- | ------ | ------------------------ | --------------- | ----- |
| 1   | 11 | Carlos Reutemann   | Ferrari              | 63     | 1h 49' 59. 86            | 4               | 9     |
| 2   | 14 | Emerson Fittipaldi | Fittipaldi - Ford    | 63     | + 49.13 s                | 7               | 6     |
| 3   | 1  | Niki Lauda         | Brabham - Alfa Romeo | 63     | + 57.02 s                | 10              | 4     |
| 4   | 5  | Mario Andretti     | Lotus - Ford         | 63     | + 1' 33. 12 min.         | 3               | 3     |
| 5   | 17 | Clay Regazzoni     | Shadow - Ford        | 62     | + 1 Volta                | 15              | 2     |
| 6   | 3  | Didier Pironi      | Tyrrell - Ford       | 62     | + 1 Volta                | 19              | 1     |
| 7   | 9  | Jochen Mass        | ATS - Ford           | 62     | + 1 Volta                | 20              |       |
| 8   | 2  | John Watson        | Brabham - Alfa Romeo | 61     | + 2 Voltes               | 21              |       |
| 9   | 26 | Jacques Laffite    | Ligier - Matra       | 61     | + 2 Voltes               | 14              |       |
| 10  | 36 | Riccardo Patrese   | Arrows - Ford        | 59     | + 4 Voltes               | 18              |       |
| 11  | 27 | Alan Jones         | Williams - Ford      | 58     | + 5 Voltes               | 8               |       |
| Ret | 25 | Hector Rebaque     | Lotus - Ford         | 40     | P. físics                | 22              |       |
| Ret | 12 | Gilles Villeneuve  | Ferrari              | 35     | Virolla                  | 6               |       |
| Ret | 8  | Patrick Tambay     | McLaren - Ford       | 34     | Virolla                  | 5               |       |
| Ret | 7  | James Hunt         | McLaren - Ford       | 25     | Virolla                  | 2               |       |
| Ret | 16 | Hans Joachim Stuck | Shadow - Ford        | 25     | Prob. amb el combustible | 9               |       |
| Ret | 20 | Jody Scheckter     | Wolf - Ford          | 16     | Accident                 | 12              |       |
| Ret | 6  | Ronnie Peterson    | Lotus - Ford         | 15     | Col·lisió                | 1               |       |
| Ret | 22 | Danny Ongais       | Ensign - Ford        | 13     | Frens                    | 23              |       |
| Ret | 30 | Brett Lunger       | McLaren - Ford       | 11     | Sobreescalfament         | 13              |       |
| Ret | 4  | Patrick Depailler  | Tyrrell - Ford       | 8      | Accident                 | 11              |       |
| Ret | 18 | Rupert Keegan      | Surtees - Ford       | 5      | Accident                 | 24              |       |
| Ret | 23 | Lamberto Leoni     | Ensign - Ford        | 0      | Transmissió              | 17              |       |
| NVS | 10 | Jean Pierre Jarier | ATS - Ford           |        | Ordres d'equip           | 16              |       |
| NVQ | 37 | Arturo Merzario    | Merzario - Ford      |        |                          |                 |       |
| NVQ | 32 | Eddie Cheever      | Theodore - Ford      |        |                          |                 |       |
| NVQ | 19 | Vittorio Brambilla | Surtees - Ford       |        |                          |                 |       |
| NVQ | 24 | Divina Galica      | Hesketh - Ford       |        |                          |                 |       |

## Altres
- Pole: Ronnie Peterson 1' 40. 45

- Volta ràpida: Carlos Reutemann 1' 43. 07 (a la volta 35)

- Va ser la primera victòria de Michelin a la Fórmula 1.